# Berndt Godenhjelm
Berndt Godenhjelm (Mäntyharju, 30 marzo 1799 – Helsinki, 14 dicembre 1881) è stato un pittore finlandese.

## Biografia
Berndt Abraham Godenhjelm nacque a Mäntyharju, una cittadina di circa 15.000 abitanti non lontana da Helsinki. Di famiglia agiata, fu avviato agli studi giuridici, completati i quali compì il suo tirocinio presso la Corte d'Appello in Svezia nel 1820 per divenire poi avvocato sei anni dopo. Ma evidentemente la professione forense non si accordava con le sue aspirazioni, poiché già nel 1818 aveva iniziato a studiare pittura a Stoccolma e incisione a San Pietroburgo.
I suoi lavori furono esposti per la prima volta nel 1847 all'Ateneum e al Museo d'arte di Tampere, quindi alla Galleria Cygnaeus e al Museo nazionale della Finlandia. La prima Pala d'altare che Godenhjelm eseguì fu quella della chiesa della sua città. Durante un soggiorno a San Pietroburgo dipinse il quadro Gesù sulla Croce, che trasportò poi nel 1842 nella chiesa di Liperi.
Durante tutta la sua carriera eseguì 25 "pale", le più importanti si trovano nelle seguenti chiese:
- cattedrale di Kuopio
- antica chiesa di Pieksämäki,
- chiesa di Kymi,
- cattedrale di Lapua,
- chiesa di Ikaalinen,
- chiesa di Mäntyharju,
- chiesa di Jämsä,
- chiesa di Vihti.

Dal 1848 al 1869, Godenhjelm insegnò all'Accademia di belle arti di Helsinki, dell'Associazione finlandese delle Arti. Sposò Alexandra Fredrika Hornborg, dalla quale ebbe il figlio Bernhard Fredrik Godenhjelm, noto docente universitario.

Berndt Godenhjelm morì a Helsinki all'età di 82 anni.

## Galleria d'immagini

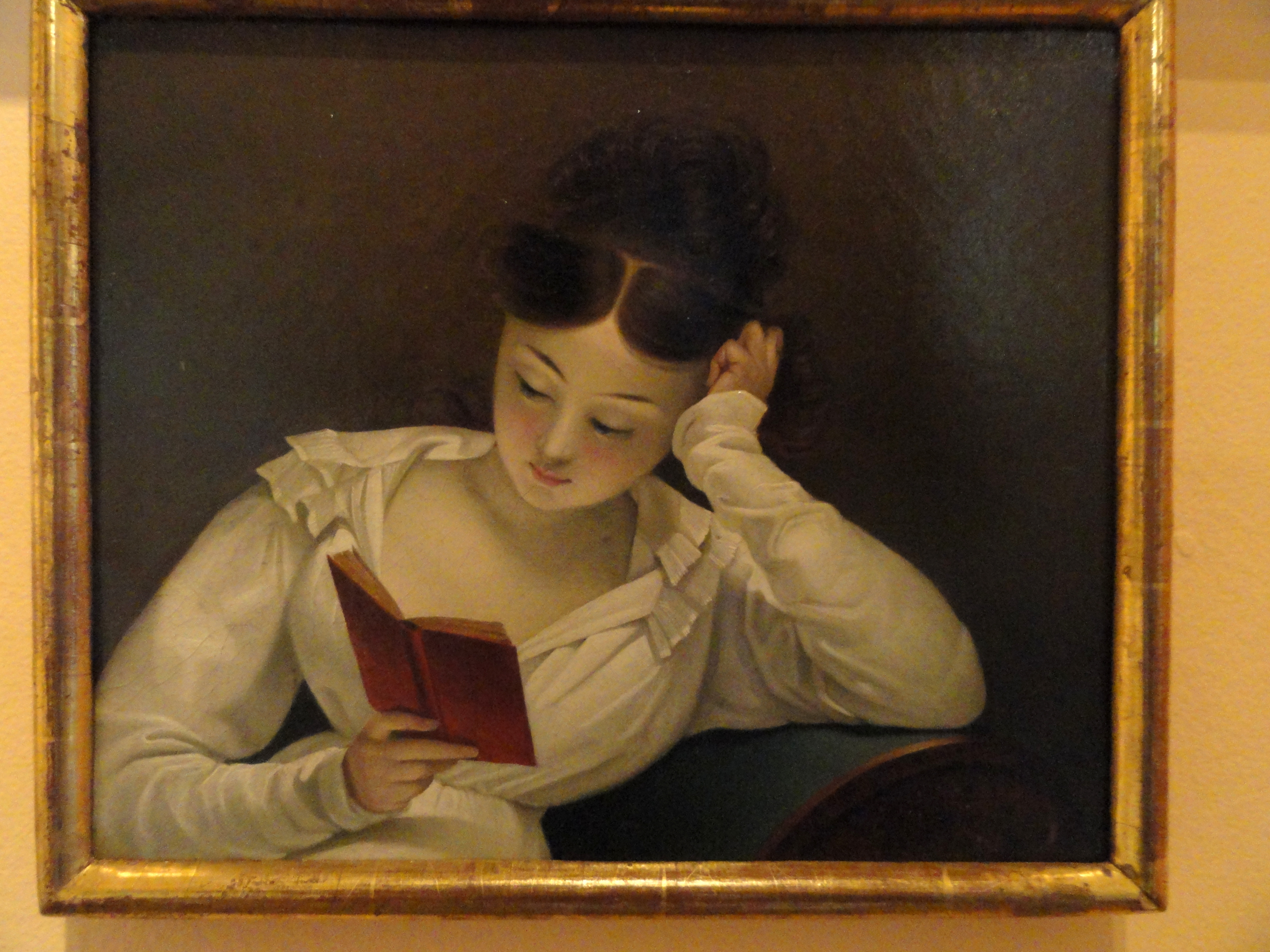
Giovinetta che legge
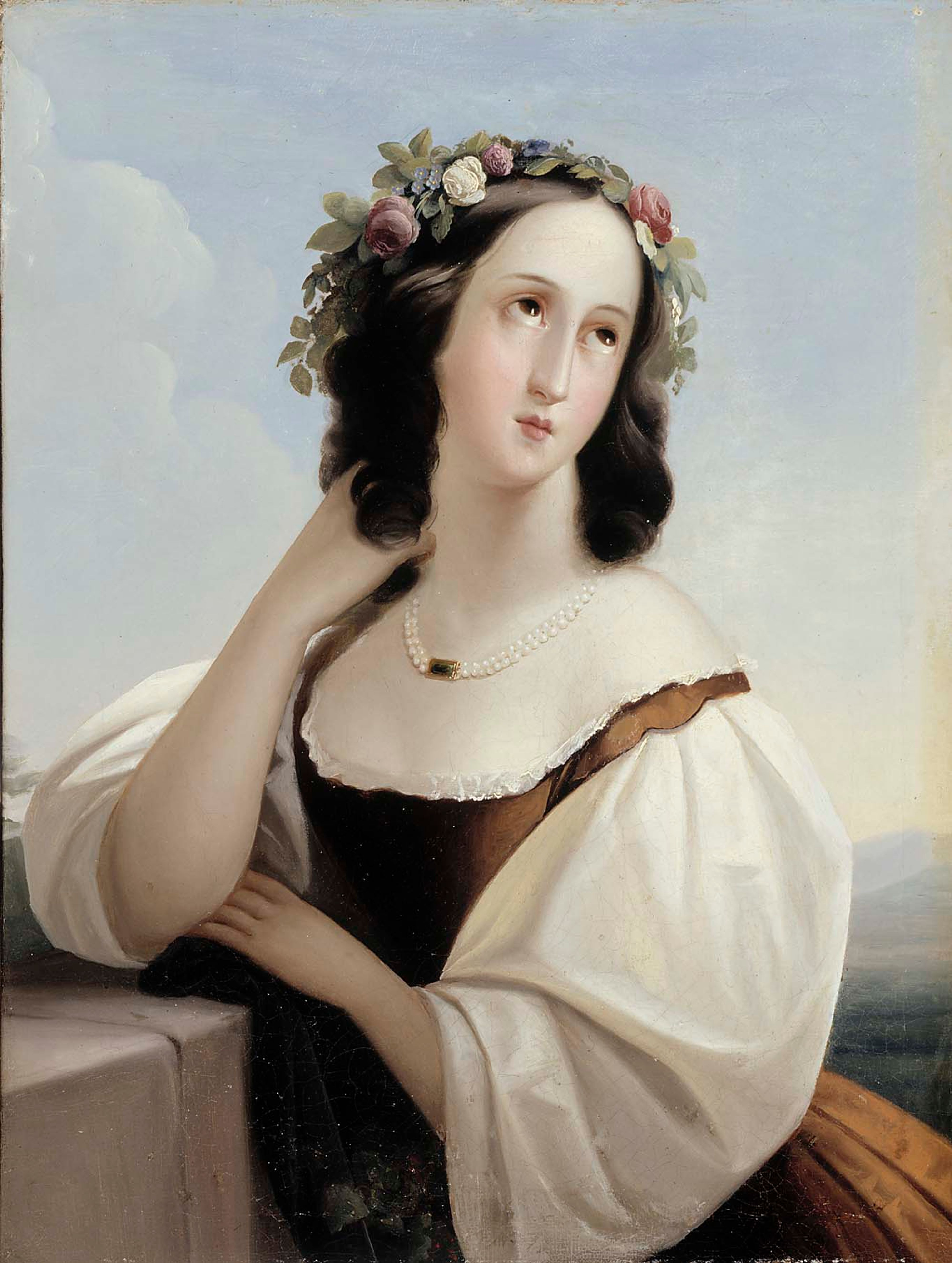
Ritratto di una giovane
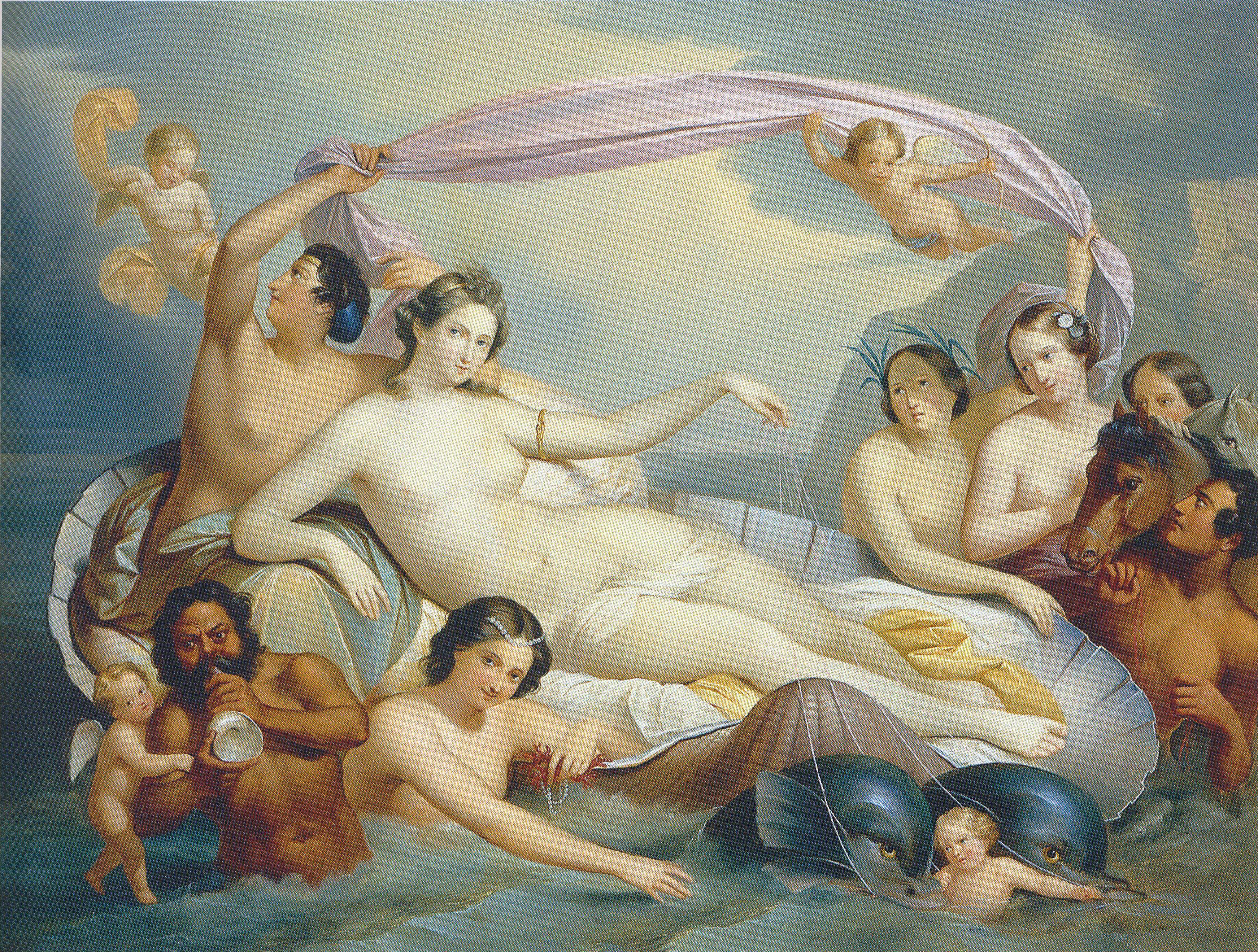
Il trionfo di Galatea
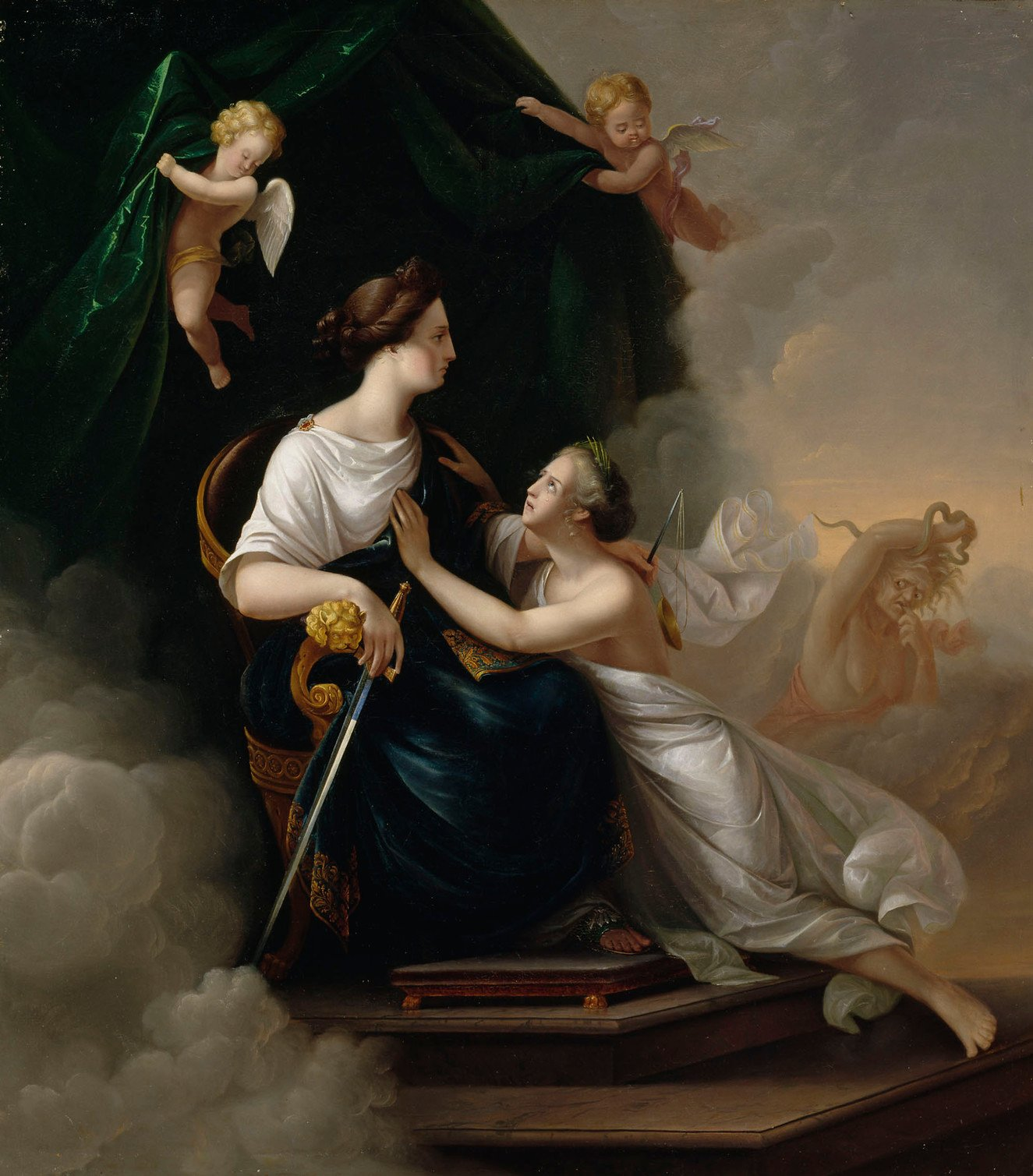
Oikeus ja viattomuus